# Mwakiro
Mwakiro è un comune del Burundi situato nella provincia di Muyinga con 43.475 abitanti (censimento 2008).

## Geografia antropica

### Suddivisioni amministrative
Il comune è suddiviso in 29 colline.